# Paul Codrea
Paul Codrea (Timișoara, Rumanía, 4 de abril de 1981) es un futbolista rumano. Juega de centrocampista y su equipo actual es el AS Bari de la Serie B de Italia.

## Biografía
Codrea empezó su carrera profesional en el Dinamo de Bucarest. Debutó en la Liga I el 1 de marzo de 1997 en la derrota de su equipo contra el Gloria Bistrița por un gol a cero. Esa temporada solo juega dos partidos de liga y la siguiente ninguno. Ante la falta de oportunidades Codrea se marcha a jugar al año siguiente al FCU Politehnica Timișoara, un equipo que militaba por aquel entonces en la Liga II. Allí empieza a jugar regularmente.
En 1999 ficha por el FC Argeș Pitești y juega de nuevo en la Liga I. En este equipo permanece dos temporada jugando habitualmente.
En 2001 se marcha a jugar a la Serie B italiana con el Génova FC. Debuta en esta competición el 21 de enero de 2001 en el partido Cagliari 3 - 0 Génova FC.
En el invierno de 2002 ficha por el Palermo. En la temporada 03-04 consigue el ascenso a la Serie A al quedar primero en la Serie B.
Ese mismo año se marcha al Perugia en calidad de cedido. Con este equipo debuta en la Serie A. Fue el 2 de febrero de 2004 en un partido contra el Parma.
La temporada 04-05 milita en el Torino, también como cedido. Al año siguiente, después de dos años cedido, regresa a su club, el Palermo. Ese año debuta en la Copa de la UEFA.
En 2006 ficha por el AC Siena, 6 años después ficha por su actual 
equipo el Bari de la Serie B de Italia

## Selección nacional
Ha sido internacional con la Selección de fútbol de Rumania en 44 ocasiones. Su debut como internacional se produjo el 15 de noviembre de 2000 en un partido contra Yugoslavia.
Fue convocado para participar en la Eurocopa de Austria y Suiza de 2008, donde jugó los tres partidos que su selección disputó en el torneo, dos de ellos saliendo como titular.

## Clubes
| Club                             | País    | Año         |
| -------------------------------- | ------- | ----------- |
| Dinamo Bucarest                  | Rumania | 1997 - 1998 |
| Politehnica Timișoara            | Rumania | 1998 - 1999 |
| FC Argeș                         | Rumania | 1999 - 2001 |
| Génova FC                        | Italia  | 2001 - 2002 |
| Unione Sportiva Città di Palermo | Italia  | 2002 - 2004 |
| Perugia Calcio                   | Italia  | 2004        |
| Torino Football Club             | Italia  | 2004 - 2005 |
| Unione Sportiva Città di Palermo | Italia  | 2005 - 2006 |
| Associazione Calcio Siena        | Italia  | 2006 - 2011 |
| AS Bari                          | Italia  | 2011-       |